# 河內大學
河內大學（越南语：／）是一所位于越南河内市的全日制公办本科大学。

## 歷史
学校于1959年7月16日根据第376/ND-BGD号决定成立，名称为河內外国语学院。經過60多年来的创建和发展，伴随着各个时期的兴衰和历史社会背景，學校多次更名，如：外国语学院（1959-1960），外语补习学校（1960-1967），外国语大学（1967-1978），外语补习学院（1978-1984），河内外国语大学（1984-2006） ）。2006年11月15日，根据总理第190/2006/QD-TTg号决定，学校正式更名为河内大学（英文名称为Hanoi University - HANU）。

## 培訓研究中心
学校设有专门的培训和研究中心，以满足社会的需求，如：越南语言文化中心为外国人提供文化知识、短期越南语培训。专业英语文献中心为国内外所有组织和个人提供资料，开设专业英语培训课程（经济、旅游、商务、银行等）；全国本科外语远程教育培训中心有专门的语言教学应用软件；翻译中心满足所有外语专业培训和服务需求；资讯科技中心管理和实施应用研究项目，为培训机构、教育管理、国内外机构和组织执行行政和专业管理软件服务合同。

## 培訓專業

### 正規培訓的外語專業
河内大学有能力教授十余种世界通用语言：越南语（对外）、英语、俄语、法语、汉语、德语、日语以及西班牙语、葡萄牙语、意大利语、韩语、泰语和波兰语。上述外语专业中，学制4年的外语学士学位培养语言专业10个，硕士、硕士培养语言专业4个。博士2或3年。在学习期间，第一学年末，学生可以選擇参加集约化、优质化项目“英才学士”班的考试；或报名参加双语课程。

### 外語授課的培訓專業
外语授课的专业培训项目是正规的英语授课培训体系，4年，授予学士学位。
河内大学自2002年以来一直在培养外语授课的其他专业的学士：工商管理、旅游、国际研究、IT、计算机科学、金融-银行、会计用英语授课；等等。 此外，大学还为外国人培养越南学学士学位。未来还会有更多国内外劳动力市场需求量大的外语类培训专业。

### 非普通培訓的外語專業

#### 在職學生
给非专业，或者学生或者上班族（函授）。学习期限4年，在职授予学士学位。语言学校：英语、汉语、日语。

#### 研究生培訓
- 硕士：英语、法语、俄语、汉语培训；对于那些拥有全日制学士学位的人。
- 博士：俄语培训；拥有俄语硕士学位。

对于英语学士学位的持有者，非正式系统（在职，扩展）已经通过了正式等效知识的补充课程。

#### 語言班
语言课程面向所有级别，包括初级 (A)、中级 (B) 和高级 (C)。培训18种语言：英语、阿拉伯语、法语、俄语、汉语、德语、日语、韩语、意大利语、葡萄牙语、西班牙语、罗马尼亚语、保加利亚语、匈牙利语、捷克语、斯洛伐克语、波兰语、泰语；根据教育培训部考核标准颁发A、B、C级证书。

#### 國際合作
- 与多所中国大学联合培养，按照2+2的模式：在河内大学的项目下在河内学习两年，根据贵校的项目在中国学习两年。
- 应用会计学士课程由牛津布鲁克斯大学（英国）颁发，结合ACCA英国注册会计师执业文凭
- 澳大利亚拉筹伯大学工商管理学士 (MBA) 和工商管理硕士 (MBA) 课程。
- 澳大利亚维多利亚大学英语教学理论与方法硕士学位课程（MTESOL）。
- 与Sannio大学（意大利）联合培养商业经济与保险统计学士和经济与管理与统计与保险学硕士：第一年在河内学习，最后一年在意大利学习和做毕业论文, 全部根据意大利计划，根据世界公认的欧洲标准授予官方意大利学位。越南教育和培训部第32号和第614号许可证。

## 知名校友
- 范明正：1975-1976学年；中央政治局委员、政府党务委员会书记、越南国防安全委员会副主席、越南社会主义共和国总理。
- 王廷惠：1985-1986学年，欧洲学院，捷克语班；中央政治局委员，第十二届、第十三届国会主席，原河内市委书记，原副总理，原中央经济委员会主任，原财政部长，原水审计长。
- 黎氏秋姮：越南外交部发言人。